# لیلی سیمکین
لیلی سیمکین (انگلیسی: Lily Simkin؛ زادهٔ ۹ سپتامبر ۲۰۰۳) بازیکن فوتبال اهل انگلستان است که در پست یک هافبک بازی می‌کند.
وی همچنین در تیم ملی فوتبال زیر ۱۷ سال زنان انگلستان بازی کرده است.